# شهرستان کوئیتمن (جورجیا)
شهرستان کوئیتمن، جورجیا (به انگلیسی: Quitman County, Georgia) یک سکونتگاه مسکونی در ایالات متحده آمریکا است که در جورجیا واقع شده‌است.